# 88号州际公路 (伊利诺伊州)
位于美国伊利诺伊州的88号州际公路（英語：Interstate 88）是一条东西方向的州际公路。该公路连接了罗克艾兰县和库克县，全长140.6英里。

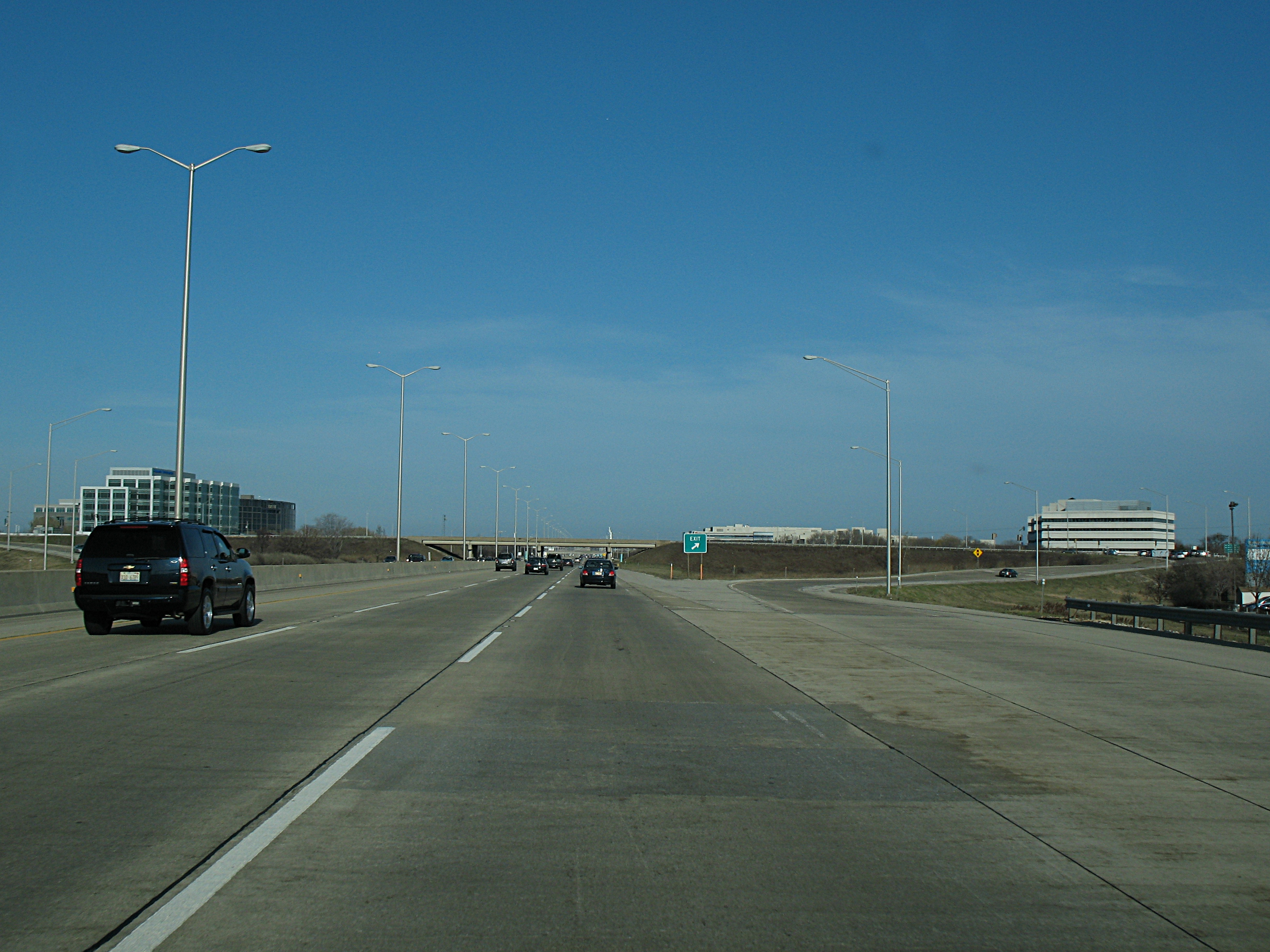
攝於2010年，88號州際公路東行近內珀維爾（Naperville）。